# Matej Mitrović
Matej Mitrović (Požega, 10 de noviembre de 1993) es un futbolista croata que juega en la demarcación de defensa para el Al Ahli S. C. de la Liga de fútbol de Catar.

## Selección nacional
Tras jugar en la sub-19, sub-20 y sub-21, finalmente el 12 de noviembre de 2014 hizo su debut con la selección absoluta de Croacia en un partido contra Argentina que finalizó con un resultado de 2-1 a favor del combinado argentino tras los goles de Cristian Ansaldi y Lionel Messi por parte de Argentina, y de Anas Sharbini por parte de Croacia. Además disputó la clasificación para la Copa Mundial de Fútbol de 2018, donde anotó su primer gol con la selección.

### Goles internacionales
| # | Fecha                 | Estadio                               | Oponente | Gol | Resultado | Competición                                          |
| - | --------------------- | ------------------------------------- | -------- | --- | --------- | ---------------------------------------------------- |
| 1 | 6 de octubre de 2016  | Estadio Loro Boriçi, Shkodër, Albania | Kosovo   | 0-4 | 0-6       | Clasificación para la Copa Mundial de Fútbol de 2018 |
| 2 | 15 de octubre de 2018 | Stadion Rujevica, Rijeka, Croacia     | Jordania | 2-0 | 2-1       | Amistoso                                             |

## Clubes
| Club            | País    | Año       | Partidos | Goles |
| --------------- | ------- | --------- | -------- | ----- |
| N. K. Cibalia   | Croacia | 2011-2013 | 47       | 0     |
| H. N. K. Rijeka | Croacia | 2013-2017 | 103      | 5     |
| Beşiktaş J. K.  | Turquía | 2017      | 22       | 0     |
| Club Brujas     | Bélgica | 2018-2022 | 51       | 2     |
| H. N. K. Rijeka | Croacia | 2022-2024 | 36       | 2     |
| Al Ahli S. C.   | Catar   | 2024-     | 26       | 1     |

## Palmarés

### Títulos nacionales
| Título                      | Club            | País    | Año  |
| --------------------------- | --------------- | ------- | ---- |
| Copa de Croacia             | H. N. K. Rijeka | Croacia | 2014 |
| Supercopa de Croacia        | H. N. K. Rijeka | Croacia | 2014 |
| Superliga de Turquía        | Beşiktaş J. K.  | Turquía | 2017 |
| Primera División de Bélgica | Club Brujas     | Bélgica | 2018 |
| Supercopa de Bélgica        | Club Brujas     | Bélgica | 2018 |
| Primera División de Bélgica | Club Brujas     | Bélgica | 2020 |
| Primera División de Bélgica | Club Brujas     | Bélgica | 2021 |
| Supercopa de Bélgica        | Club Brujas     | Bélgica | 2021 |
| Primera División de Bélgica | Club Brujas     | Bélgica | 2022 |